# Грбич, Иво
И́во Грбич (хорв. Ivo Grbić; род. 18 января 1996, Сплит) — хорватский футболист, вратарь клуба «Шеффилд Юнайтед» и сборной Хорватии. Выступает на правах аренды за турецкий клуб «Ризеспор».

## Клубная карьера

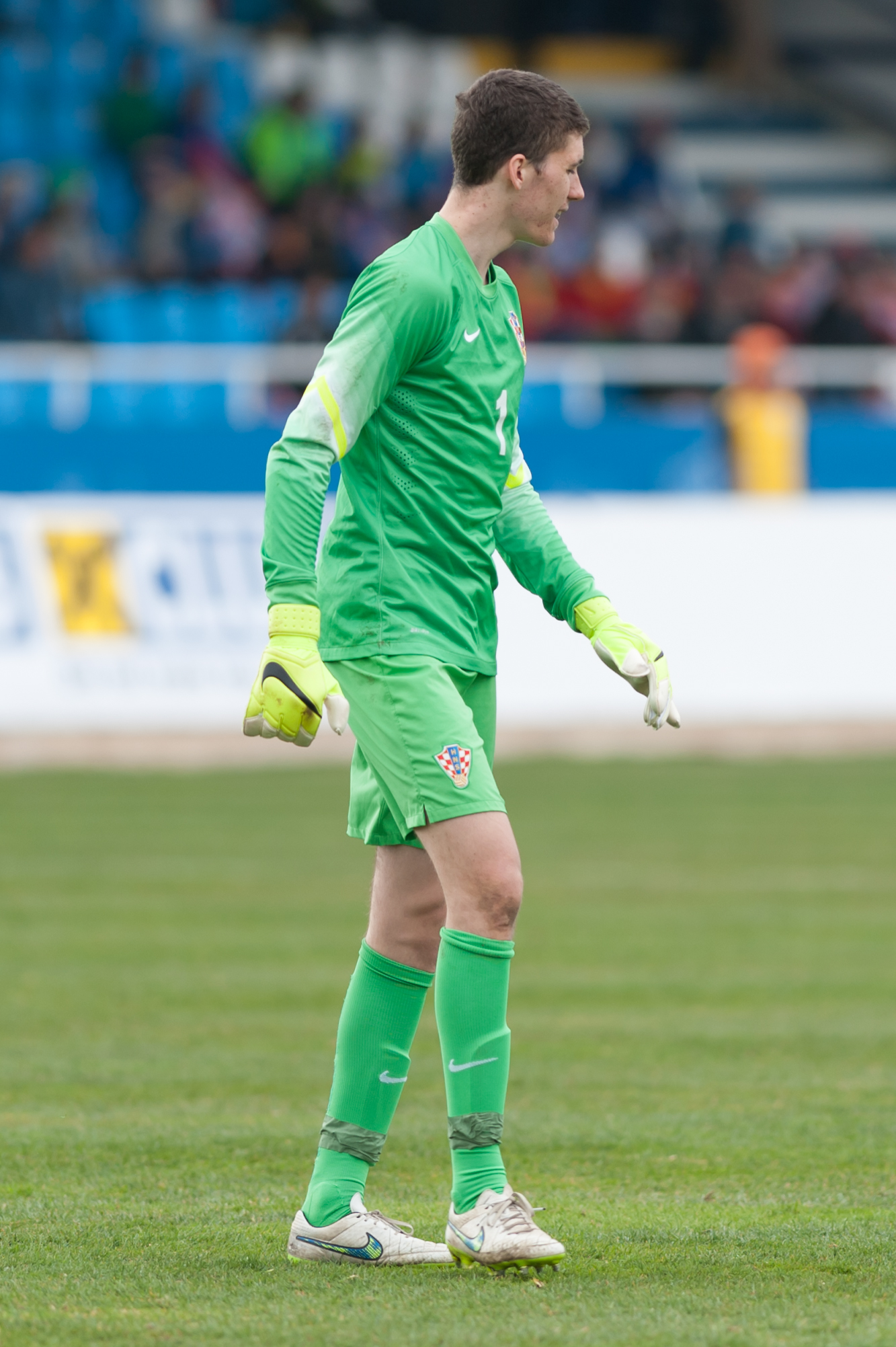
Грбич в составе молодёжной сборной Хорватии

Грбич — воспитанник клуба «Хайдук» из своего родного города. 18 апреля 2015 года в матче против «Риеки» он дебютировал во чемпионате Хорватии. Для получения игровой практики Иво выступал за дублирующий состав. Летом 2018 года Грбич подписал контракт с клубом «Локомотива», на правах свободного агента. 28 июля в матче против «Интера» из Запрешича он дебютировал за новую команду.
В 2020 году Грбич перешёл в испанский «Атлетико Мадрид», подписав контракт на 4 года. Сумма трансфера составила 3,5 млн. евро. 12 декабря в поединке Кубка Испании против «Кардассара» он дебютировал за основной состав. В своём дебютном сезоне Иво стал чемпионом Испании.
Летом 2021 года для получения игровой практики Грбич на правах аренды перешёл во французский «Лилль». 21 августа в матче против «Сент-Этьена» он дебютировал в Лиге 1.

## Международная карьера
В 2013 году Грбич в составе юношеской сборной Хорватии принял участие в юношеском чемпионате Европы в Словакии. На турнире он был запасным и на поле не вышел. В том же году Иво поехал на юношеский чемпионат мира в ОАЭ. На турнире он также был запасным.
В 2019 году в составе молодёжной сборной Хорватии Грбич принял участие в молодёжном чемпионате Европы в Италии. На турнире он сыграл в матче против команды Англии.
11 ноября 2021 года в отборочном матче чемпионата мира 2022 против сборной Мальты Грбич дебютировал за сборную Хорватии.

## Достижения
«Атлетико Мадрид»
- Чемпион Испании: 2020/21

Сборная Хорватии
- Бронзовый призёр чемпионата мира: 2022

Личные
- Орден Хорватской звезды с ликом Франьо Бучара (15 ноября 2023 года)[11].